# Podaga
Podaga é, na mitologia eslava, é o deus da caça e pesca. Foi atestado como a divindade tutelar de Plön.  De acordo com alguns estudiosos, o nome Podaga pode ter sido orquestrado como uma distorção por metátese do nome  Dazhbog ,  Dabog , nas crônicas de Helmold.